# Elio González Suárez
Elio González Suárez (Suïssa, 20 d'octubre de 1984) és un actor de televisió i cinema espanyol nascut a Suïssa. Un dels papers que l'han fet més famós és el de "Pablo" a Aquí no hay quien viva i el de "Eric" en La que se avecina.

## Filmografia

### Cinema
- El corazón del guerrero (1999)
- No digas nada (2007)
- Dioses y perros (2014)

### Televisió
- Médico de familia (1999)
- Aquí no hay quien viva (2004-2006)
- La que se avecina (2007-2008)
- Doctor Mateo (2009-2011)
- Historias robadas (2012)
- Bandolera (2012-2013)
- Gran Reserva. El origen (2013)
- "Amar es para siempre" (2016)